# Пихајарв
Пихајарв (ест. Pühajärv) малено је глацијално језеро на крајњем југу Естоније на територији округа Валгама. Налази се на око 3 km југозападно од града Отепе, на подручју благо заталасаног моренског побрђа Отепа. Преко своје једине отоке, реке Мали Емајиги језеро је повезано са језером Вирцјарв, односно даље са басеном реке Нарве и Финским заливом Балтичког мора.
Површина језерске акваторије је 2,863 km2, максимална дужина је до 3,5 km, ширина до 1,6 km. Површина језера при просечном водостају налази се на надморској висини од 115 метара. Просечна дубина језера је 4,3 метра, максимална до 8,5 метара. На језеру се налази 5 мањих острва. Његове обале су песковите и шљунковите и обрасле густим лишћарско-четинарским шумама због чега се сматра једним од најлепших језера Естоније.